# Один доллар «Международный год мира» (Австралия)
В 1986 году выпущена первая памятная монета номиналом один доллар. Авторами дизайна стали Хорст Хане и Рафаэль Маклоуф. Организация Объединённых Наций провозгласила 1986 год — Международным годом мира, это событие отмечалось в Австралии одновременно с выпуском памятной монеты один доллар. Организация Объединённых Наций провозгласила заявление, в котором было написано: входящие в ООН страны преисполнены решимости избавить грядущие поколения от бедствий войны и для этой цели будут проявлять терпимость и жить вместе в мире друг с другом, как добрые соседи, а также объединят свои силы для поддержания мира и безопасности.
Тираж монеты: 25100000 шт.